# Stibo Complete
Stibo Complete Group A/S er en dansk international print- og trykkerikoncern med hovedkontor i Horsens. Virksomheden er et datterselskab af Stibo Holding A/S, som ejes af Stibo-Fonden. I 2024 havde koncernen en omsætning på 1,534 mia. danske kroner og beskæftigede 750 medarbejdere (heraf cirka 300 i Danmark). Koncernen omfatter datterselskaber i Danmark (Stibo Complete A/S), Norge, Sverige, Nederlandene og Tyskland (Eversfrank Group). Stibo Complete Group leverer design, udvikling, produktion og distribution af fysiske marketingmaterialer.

## Historie
K. Rosendahls Bogtrykkeri A/S blev etableret i 1942. I 2010 skiftede de navn til Rosendahl A/S - Print Design Media og Trykkeri. I 2022 fik de det nuværende navn Stibo Complete A/S.